# Wereldbeker noordse combinatie 2009/2010
De wereldbeker noordse combinatie 2009/2010 ging van start op 28 november 2009 in het Finse Kuusamo en eindigde op 14 maart 2010 in het Noorse Oslo. Het hoogtepunt van het seizoen waren de Olympische Winterspelen 2010, die wedstrijden telden echter niet mee voor de wereldbeker.
Net als vorig seizoen werden alle individuele wedstrijden in het vereenvoudigde Gundersenformaat gehouden. Ze bestonden, met andere woorden, uit één sprong van de schans gevolgd door 10 kilometer langlaufen. Op het programma stonden ook drie teamwedstrijden.
De FIS organiseert enkel een wereldbeker voor mannen. De Fransman Jason Lamy-Chappuis veroverde de algemene wereldbeker, hij werd hiermee de opvolger van de Fin Anssi Koivuranta die vorig seizoen de algemene wereldbeker won.

## Uitslagen en standen

### Kalender
| Datum                                                                                      | Plaats                | Detail                | Eerste                                                              | Tweede                                                                           | Derde                                                                        |
| ------------------------------------------------------------------------------------------ | --------------------- | --------------------- | ------------------------------------------------------------------- | -------------------------------------------------------------------------------- | ---------------------------------------------------------------------------- |
| 28/11/2009                                                                                 | Kuusamo               | HS142 + 10 km         | Jason Lamy-Chappuis                                                 | Hannu Manninen                                                                   | Eric Frenzel                                                                 |
| 29/11/2009                                                                                 | Kuusamo               | HS142 + 10 km         | Hannu Manninen                                                      | Tino Edelmann                                                                    | Eric Frenzel                                                                 |
| 05/12/2009                                                                                 | Trondheim Lillehammer | HS140 + 10 km         | Jason Lamy-Chappuis                                                 | Petter Tande                                                                     | Eric Frenzel                                                                 |
| 06/12/2009                                                                                 | Trondheim Lillehammer | HS140 + 10 km         | Tino Edelmann                                                       | Anssi Koivuranta                                                                 | Jason Lamy-Chappuis                                                          |
| 12/12/2009                                                                                 | Harrachov             | Team HS142 + 4 x 5 km |                                                                     |                                                                                  |                                                                              |
| 13/12/2009                                                                                 | Harrachov             | HS142 + 10 km         |                                                                     |                                                                                  |                                                                              |
| 18/12/2009                                                                                 | Ramsau                | HS98 + 10 km          | Jason Lamy-Chappuis                                                 | Felix Gottwald                                                                   | Magnus Moan                                                                  |
| 19/12/2009                                                                                 | Ramsau                | HS98 + 10 km          | Jason Lamy-Chappuis                                                 | Tino Edelmann                                                                    | Alessandro Pittin                                                            |
| 20/12/2009                                                                                 | Ramsau                | HS98 + 10 km          | Björn Kircheisen                                                    | Magnus Moan                                                                      | Felix Gottwald                                                               |
| 02/01/2010                                                                                 | Oberhof               | HS140 +10 km          | Hannu Manninen                                                      | Felix Gottwald                                                                   | Jason Lamy-Chappuis                                                          |
| 03/01/2010                                                                                 | Oberhof               | HS140 +10 km          | Johnny Spillane                                                     | Felix Gottwald                                                                   | Björn Kircheisen                                                             |
| 09/01/2010                                                                                 | Val di Fiemme         | HS134 + 10 km         | Felix Gottwald                                                      | Magnus Moan                                                                      | Eric Frenzel                                                                 |
| 10/01/2010                                                                                 | Val di Fiemme         | HS134 + 9 km          | Bill Demong                                                         | Todd Lodwick                                                                     | Eric Frenzel                                                                 |
| 16/01/2010                                                                                 | Chaux-Neuve           | HS100 + 10 km         | Magnus Moan                                                         | Jason Lamy-Chappuis                                                              | Todd Lodwick                                                                 |
| 17/01/2010                                                                                 | Chaux-Neuve           | HS100 + 10 km         | Magnus Moan                                                         | Jason Lamy-Chappuis                                                              | Mario Stecher                                                                |
| 23/01/2010                                                                                 | Schonach              | HS96 + 10 km          | Jason Lamy-Chappuis                                                 | Pavel Churavý                                                                    | Alessandro Pittin                                                            |
| 24/01/2010                                                                                 | Schonach              | Team HS96 + 4 x 5 km  | Duitsland Georg Hettich Eric Frenzel Björn Kircheisen Tino Edelmann | Frankrijk Sebastien Lacroix Maxime Laheurte Jonathan Felisaz Jason Lamy-Chappuis | Oostenrijk Lukas Klapfer Wilhelm Denifl Marco Pichlmayer Tobias Kammerlander |
| 30/01/2010                                                                                 | Seefeld               | HS100 + 10 km         | Eric Frenzel                                                        | Mario Stecher                                                                    | Akito Watabe                                                                 |
| 31/01/2010                                                                                 | Seefeld               | HS100 + 10 km         | Mario Stecher                                                       | Eric Frenzel                                                                     | Alessandro Pittin                                                            |
| 12 t/m 28 februari 2010 Olympische Winterspelen 2010 - Tellen niet mee voor de wereldbeker |                       |                       |                                                                     |                                                                                  |                                                                              |
| 05/03/2010                                                                                 | Lahti                 | HS130 + 10 km         | Magnus Moan                                                         | Hannu Manninen                                                                   | Tino Edelmann                                                                |
| 06/03/2010                                                                                 | Lahti                 | HS130 + 10 km         | Hannu Manninen                                                      | Felix Gottwald                                                                   | Jason Lamy-Chappuis                                                          |
| 13/03/2010                                                                                 | Oslo                  | Team HS134 + 4 x 5 km | Noorwegen Petter Tande Mikko Kokslien Jan Schmid Magnus Moan        | Oostenrijk Bernhard Gruber David Kreiner Felix Gottwald Mario Stecher            | Duitsland Johannes Rydzek Georg Hettich Eric Frenzel Tino Edelmann           |
| 14/03/2010                                                                                 | Oslo                  | HS134 + 10 km         | Jason Lamy-Chappuis                                                 | Felix Gottwald                                                                   | Magnus Moan                                                                  |

### Eindstanden
| Algemene wereldbeker        | Algemene wereldbeker | Algemene wereldbeker | Algemene wereldbeker |
| #                           | Atleet               | Land                 | Punten               |
| --------------------------- | -------------------- | -------------------- | -------------------- |
| 1                           | Jason Lamy-Chappuis  | FRA                  | 1.155                |
| 2                           | Felix Gottwald       | AUT                  | 879                  |
| 3                           | Magnus Moan          | NOR                  | 747                  |
| 4                           | Eric Frenzel         | GER                  | 697                  |
| 5                           | Tino Edelmann        | GER                  | 641                  |
| 6                           | Mario Stecher        | AUT                  | 635                  |
| 7                           | Pavel Churavý        | CZE                  | 512                  |
| 8                           | Hannu Manninen       | FIN                  | 474                  |
| 9                           | Johnny Spillane      | USA                  | 465                  |
| 10                          | Björn Kircheisen     | GER                  | 463                  |
| Eindstand na 13 wedstrijden |                      |                      |                      |

| Landenklassement            | Landenklassement | Landenklassement |
| #                           | Land             | Punten           |
| --------------------------- | ---------------- | ---------------- |
| 1                           | Oostenrijk       | 2.586            |
| 2                           | Noorwegen        | 2.230            |
| 3                           | Duitsland        | 2.148            |
| 4                           | Frankrijk        | 1.729            |
| 5                           | Japan            | 653              |
| 6                           | Italië           | 629              |
| 7                           | Verenigde Staten | 322              |
| 8                           | Zwitserland      | 305              |
| 9                           | Finland          | 251              |
| 10                          | Tsjechië         | 208              |
| Eindstand na 15 wedstrijden |                  |                  |